# أليس أصفر الثمار
الأليس أصفر الثمار (باللاتينية: Alyssum xanthocarpum) نوع نباتي يتبع جنس الأليس من الفصيلة الكرنبية.

## البيئة والانتشار
موطنه بلاد الشام.

## مرادفات للاسم العلمي
- (باللاتينية: Alyssum macrostylum Boiss. & A.Huet)
- (باللاتينية: Anodontea xanthocarpa (Boiss.) D.Dietr.)